# Hudson Commodore
La Commodore è un'autovettura full-size prodotta dalla Hudson dal 1941 al 1942 e dal 1946 al 1952. 

## La prima serie: 1941–1942
La Commodore e la Commodore Custom, ovvero la sua versione di alto livello, furono introdotte nel 1941. La prima aveva un passo di 3.073 mm, mentre la seconda di 3.073 mm o di 3.251 mm a seconda che fosse coupé oppure berlina. Il modello aveva installato un motore a sei cilindri in linea da 3,3 L di cilindrata e 102 CV oppure un propulsore a otto cilindri in linea da 4,2 L e 128 CV. Nell'anno del debutto la Commodore era disponibile con la più ampia gamma di carrozzerie dei modelli Hudson. Erano infatti in listino una berlina quattro porte, una coupé due porte e una cabriolet due porte.
Nel 1942 il modello fu oggetto di un facelift. Questa restyling incluse dei predellini laterali a scomparsa, l'ingrandimento della calandra e la revisione di alcuni particolari esterni. Nell'anno in oggetto fu offerto tra gli optional il "Drive-Master", cioè un sistema che comprendeva la frizione assistita a vuoto e una trasmissione servoassistita. Questo sistema prevedeva tre opzioni: frizione e trasmissione servoassistite, solo frizione assistita oppure cambio completamente manuale. Poco prima dell'interruzione delle attività produttive civili, che fu causata dall'entrata degli Stati Uniti nella seconda guerra mondiale, la Hudson promosse in modo particolare la versione più economica del modello. Gli impianti della casa automobilistica statunitense vennero poi convertiti alla produzione bellica. 

## La seconda serie: 1946–1947
Con la fine delle ostilità, il 30 agosto 1945 la produzione civile di modelli Hudson riprese. I corpi vettura disponibili erano sempre tre: berlina, coupé e cabriolet. Vennero riproposte le vetture del 1942. L'unica lieve differenza con i modelli prebellici fu nella calandra, che venne leggermente modificata.
Questa seconda generazione era ben accessoriata. L'equipaggiamento di tutti i modelli Hudson comprendeva infatti i braccioli delle portiere, il sistema di ventilazione, i posacenere, i tergicristalli, l'alloggiamento per i guanti e una serie di tappetini. Sulla Commodore e sulla Commodore Custom, in aggiunta, erano anche presenti i sedili in gommapiuma, le luci di cortesia e, per le berline, il bracciolo per i sedili posteriori.
Nel 1947 le vendite passarono da 8.193 a 12.593. 

## La terza serie: 1948–1952
La nuova Commodore fu introdotta nel dicembre del 1947. Fu tra i primi modelli completamente nuovi a essere introdotti sul mercato statunitense dopo la seconda guerra mondiale. In particolare, il design del telaio era innovativo e i parafanghi erano integrati nel corpo vettura. Di questi ultimi, erano disponibili le versioni berlina quattro porte, coupé due porte e cabriolet due porte. Erano offerte motorizzazioni a sei e otto cilindri in linea. La produzione annua del 1948 si assestò a 35.315 esemplari.
Nel 1949 la gamma si ampliò con il lancio della versione lussuosa del modello, che venne chiamata Commodore Custom. Nel 1950 i cambiamenti furono minimi. Nel 1951 fu introdotto un nuovo motore a sei cilindri e, tra le opzioni, il cambio automatico Hydramatic. Nel 1952 i modelli con motore a sei e otto cilindri furono denominati, rispettivamente, Commodore Six e Commodore Eight. Nell'occasione, la linea fu aggiornata. Nonostante questi cambiamenti, fu deciso di far uscire di produzione il modello. Quest'ultimo, infatti, venne giudicato ormai superato, soprattutto sulla scorta delle linee e della meccanica dei nuovi modelli della concorrenza.
Nel 1957 fu presentata una show car a cui fu dato il nome di Commodore. Era quasi identica alla Hornet prodotta in serie, tranne che per gli interni, che erano superiori.